# 新居里菜
新居 里菜（あらい りな、1991年8月14日 - ）は、日本の元女優。兵庫県出身。身長169cm。オスカープロモーション所属。

## 人物
- 女優の成海璃子と仲が良い。
- 憧れの女優は杉田かおる。本人も第二の杉田かおると呼ばれている。
- 尊敬する人は篠原涼子。
- 長身からモデルの仕事も期待される。